# Гилбертсвил (Пенсилванија)
Гилбертсвил (енгл. Gilbertsville) насељено је место без административног статуса у америчкој савезној држави Пенсилванија.

## Демографија
По попису из 2010. године број становника је 4.832, што је 590 (13,9%) становника више него 2000. године.
| Група             | 2000.         | 2010.         |
| Белци             | 4.109 (96,9%) | 4.533 (93,8%) |
| Афроамериканци    | 33 (0,8%)     | 68 (1,4%)     |
| Азијати           | 43 (1,0%)     | 52 (1,1%)     |
| Хиспаноамериканци | 19 (0,4%)     | 117 (2,4%)    |
| Укупно            | 4.242         | 4.832         |